# 北漢普頓 (新罕布什爾州)
北漢普頓（英語：North Hampton）是一個位於美國新罕布什爾州羅京安縣的鎮。

## 人口
根據2020年美國人口普查的數據，北漢普頓的面積為37.30平方千米，當中陸地面積為36.00平方千米，而水域面積為1.30平方千米。當地共有人口4538人，而人口密度為每平方千米122人。